# Lonicera borbasiana
Lonicera borbasiana är en kaprifolväxtart som först beskrevs av O. Kuntze, och fick sitt nu gällande namn av Árpád von Degen. Lonicera borbasiana ingår i släktet tryar, och familjen kaprifolväxter. Inga underarter finns listade i Catalogue of Life.